# 徐海荣
徐海荣（1964年11月—），中華人民共和國政治人物，籍貫重庆市长寿区。中国共产党籍，是中共第十九届中央候补委员。先後于四川工业学院（现并入西华大学）金材系、长江商学院就讀。曾任中共重庆市委常委、万州区委书记，中共新疆维吾尔自治区党委常委、乌鲁木齐市委书记，中共广西壮族自治区党委常委、南宁市委书记，中共山东省委常委、统战部部长。现任山东省人大常委会副主任。

## 生平

### 早年及重庆市
1981年9月，在四川工业学院金属材料系铸造专业学习。1985年7月，任重庆铸造厂技术员。1987年12月，任四川省重庆市工商局干校教师。1990年7月，任四川省重庆市市中区委办公室秘书、副科长、科长。1993年8月，任四川省重庆市政府办公厅秘书。1996年11月，任四川省重庆市交通局公路运输管理处副处长（主持工作）。1997年5月，任重庆市交通局公路运输管理处处长、党总支书记，重庆市交通稽查大队政委。1999年4月，任重庆市公安局交通警察总队副政委、党委副书记，政委、党委副书记。2003年6月，任重庆市公安局副局长、政治部主任（其间：2003年8月至2005年8月，在长江商学院高级管理人员工商管理专业在职学习，获高级管理人员工商管理硕士学位）。2005年9月，任重庆市纪委副书记。2007年1月，兼任重庆市监察局局长。2012年6月，任中共重庆市委常委、宣传部部长。2013年11月，任中共重庆市委常委、万州区委书记。

### 新疆维吾尔自治区
2015年4月，任中共新疆维吾尔自治区党委常委、纪委书记。2017年3月，任中共乌鲁木齐市委书记、乌昌党委书记。2017年5月，不再兼任自治區紀委書記。

### 广西壮族自治区
2021年10月，调任中共广西壮族自治区党委常委。同年11月，任中共南宁市委书记。翌年4月卸任南宁市委书记。

### 山东省
2022年4月，徐海荣跨省履新，任中共山东省委常委、统战部部长，2025年1月卸任。